# Zeinisjoch
Das Zeinisjoch befindet sich auf der Grenze zwischen den österreichischen Ländern Vorarlberg und Tirol sowie auf der Rhein-Donau-Wasserscheide in 1842 m ü. A. Der Weg über den Pass verbindet das Montafon mit dem Paznaun und trennt die Gebirgsgruppen Verwall im Norden und Silvretta im Süden.
Durchaus beachtlich ist der Höhenunterschied zwischen den Talsiedlungen beider Seiten: Partenen liegt auf 1051 m ü. A. und Galtür auf 1584 m ü. A. Deshalb wird auch Wasser aus Tiroler Bächen nach Partenen geleitet, weil es in den Vorarlberger Wasserkraftwerken über eine deutlich größere Fallhöhe abgearbeitet werden kann.

## Landschaft
Direkt unterhalb der Passhöhe befindet sich der Stausee Kops der illwerke vkw mit dem Vorbecken Zeinis, an dem das Zeinisjochhaus liegt. Beides sind künstliche Stauseen und Fischereirevier. Etwas nördlich oberhalb liegt der kleine natürliche Zeinissee, in der Nähe ein Campingplatz. Die westlich des Passes verstreut liegenden Gebäude führen den Namen Zeinisjoch als Ortsteil von Partenen.

## Verkehr

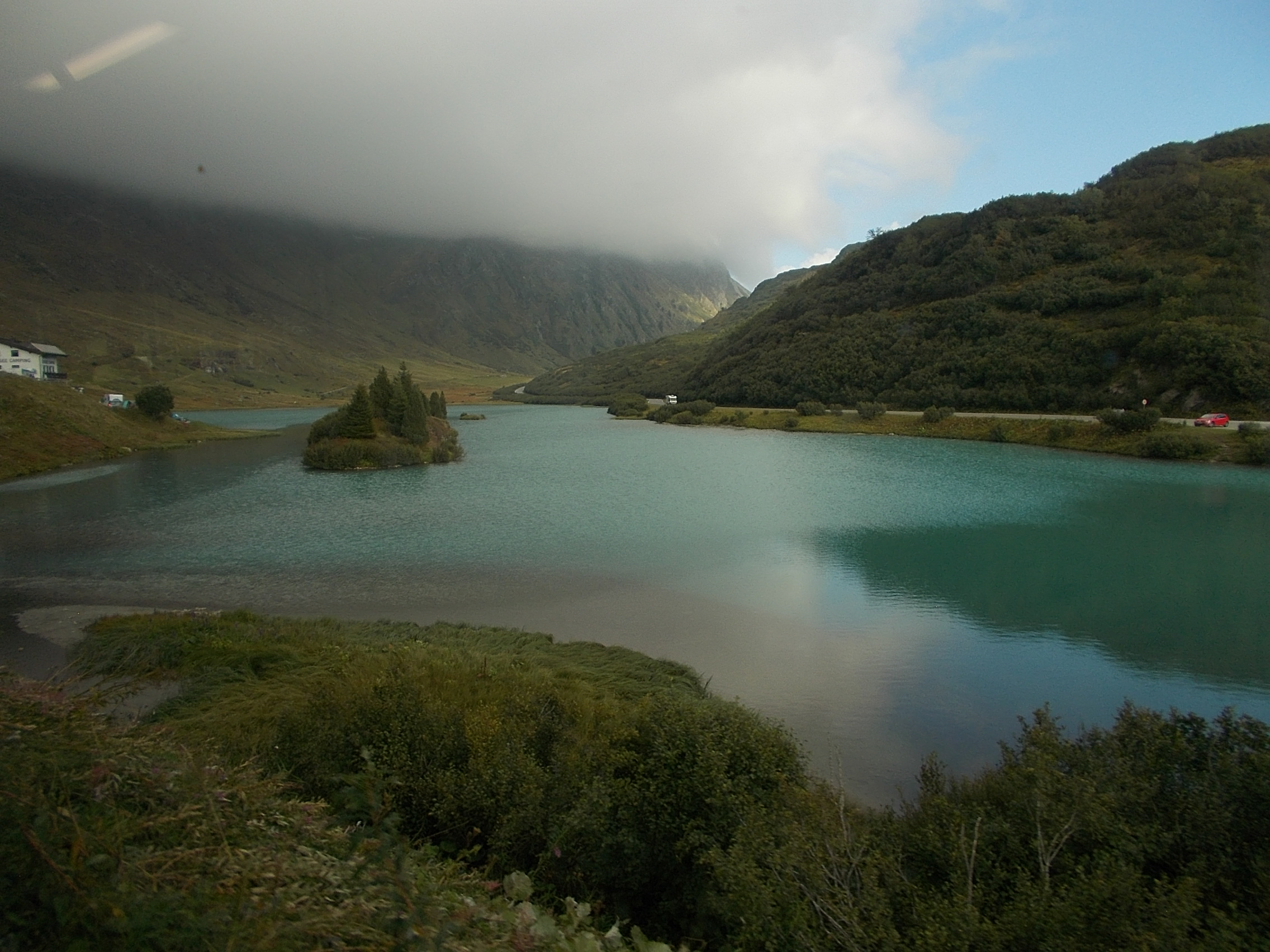
Vorbecken Zeinis, Blick nach Süden. Links das Gebäude des Campingplatzes, rechts die Zufahrt zu Kopssee, Zeinisjochhaus und Campingplatz. Der flache Sattel hinter dem See in der Bildmitte bildet das eigentliche Zeinisjoch.

Das Zeinisjochgebiet wird von etwa Mitte Juni bis Ende September mit Bussen der Linie 260 Landeck – Galtür – Bielerhöhe angefahren. Die Straße dorthin zweigt noch vor dem mautpflichtigen Abschnitt der Silvretta-Hochalpenstraße von letzterer ab, ist also mautfrei. Das Zeinisjochgebiet ist mit dem Auto nur von Osten (Galtür) aus zu erreichen. Das Befahren der steilen Westrampe durch das Ganifer, das Tal unterhalb der Staumauer des Kopssees, mit Kfz ist nur mit Sondererlaubnis gestattet. Mit einem Höhenunterschied von 700 Metern ist sie für Radfahrer eine interessante Alternative zum Arlbergpass und zur Silvretta-Hochalpenstraße über die Bielerhöhe, um die Rhein-Donau-Wasserscheide auf einer autofreien Straße zu überqueren. Mit einem voll bepackten Trekkingrad ist die Steigung, welche über längere Abschnitte deutlich über 10 Prozent liegt und in den steilsten Abschnitten bis zu 20 Prozent erreicht, zu beachten.
Zu einer Überfahrt von Ost nach West vom Paznauntal Richtung Montafon sollten nur geübte Fahrer vorzugsweise mit einem Mountainbike aufbrechen. Mit einem voll bepackten Trekkingrad sollte in dieser Richtung auf einen anderen Pass ausgewichen werden oder in den steilsten Abschnitten der Abfahrt aus Sicherheitsgründen geschoben werden.
Das Zeinisjoch wird regelmäßig gerne befahren auf den Fernradwegen zwischen Deutschland und Italien, speziell bei mehrtägigen Transalp-Touren mit dem Mountainbike. Seit 1995 wird das Joch auf der Joe-Route, seit 2004 auch auf der Albrecht-Route angefahren. Diese alpinen Touren beginnen in Bayern und enden am Gardasee.

## Geschichte

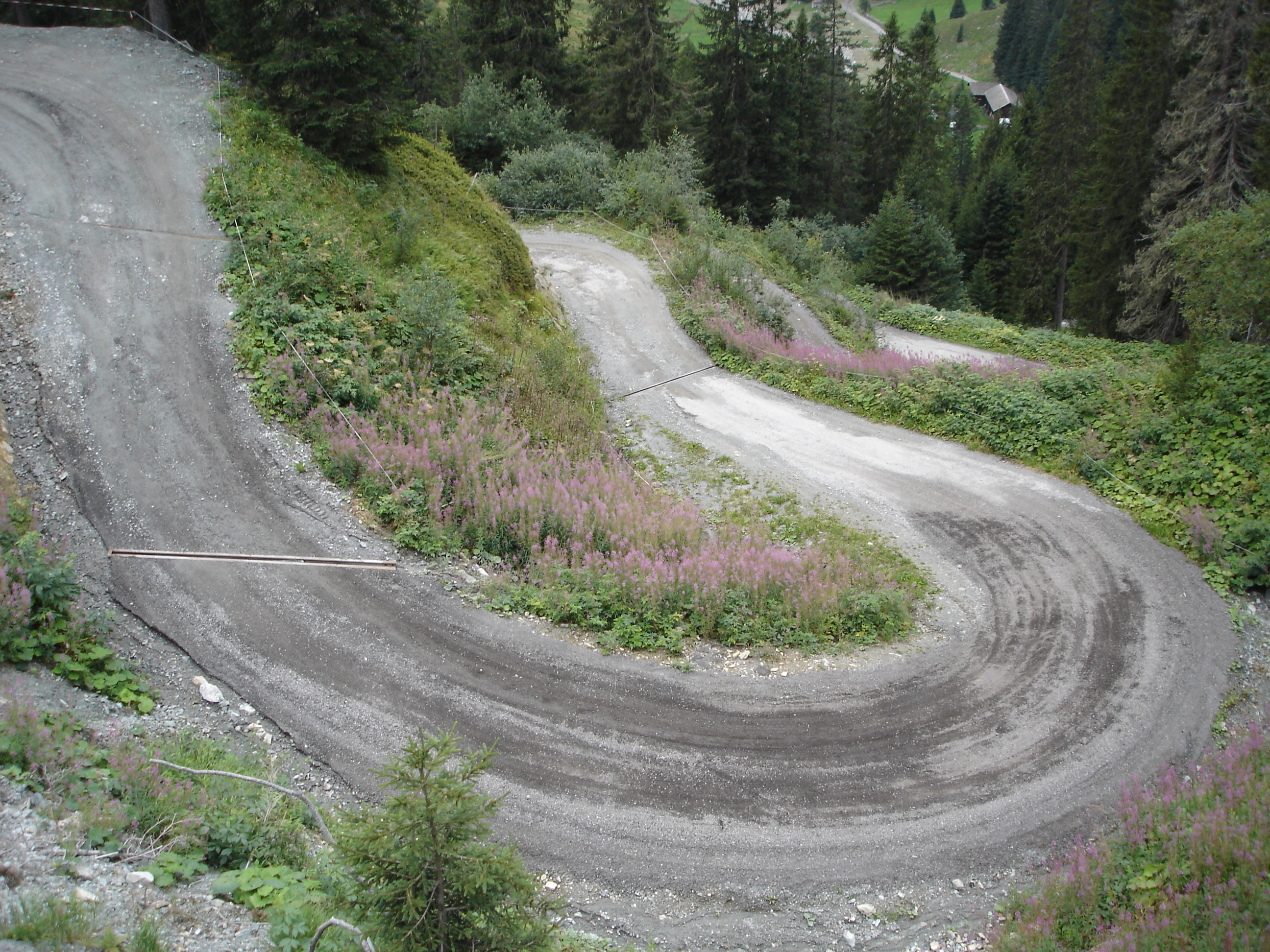
Serpentinen auf der Westrampe

### Erste Wege
Zeugnis einer Nutzung des Zeinisjoches zu römischer Zeit sind zahlreiche zeitgenössische Gegenstände, die man im Bereich der Zugangsrampen fand. Besonders reichhaltig ist das Fundmaterial in und um Bludenz, hier wurden an verschiedenen Fundorten Münzen, Fibeln, Waffenreste, Glasringe und Götzenbilder gefunden. Auch gibt es im Montafon uralte Herbergen, die ihren Ursprung wohl noch in römischen Mansios zu suchen haben. So die von Matschun bei St. Gallenkirch, gelegen dort, wo der Vermielbach ins Montafon einmündet und wo einstmals auch Wege zum Schlappinerjoch und Garnerajoch abzweigten.
Das Bündner Urkundenbuch dokumentiert bereits für das Jahr 1089 Alpen auf Zeinis, im Verbellatal, auf Vallüla und im Vermunt.
Im Montafon siedelnde Alemannen kamen im frühen Mittelalter über das Zeinisjoch ins heutige Tirol. Die Paznauner betrieben seit dem 15. Jahrhundert einen regen Handel mit den Montafon und darüber hinaus. Der Verkehr wurde so stark, dass Ende des 15. Jahrhunderts der Saumweg zu einem Karrenweg ausgebaut wurde. Auch eine kleine spätmittelalterliche Herberge befand sich unmittelbar in Passnähe. Die erste urkundliche Erwähnung von Säumerei stammte aus dem Jahre 1505. Der Verkehr war im 16. Jahrhundert am stärksten, weswegen auch im Jahre 1632 ein Christian Bot eine mittlerweile verfallene Herberge wieder aufbaute.

### Straßenbau
Bis im 17. Jahrhundert ein Weg durch das Gföll, die enge Schlucht der Trisanna beim Ausgang des Paznauns ins Stanzer Tal, erbaut wurde, war das Paznaun über das Zeinisjoch mehr zum Montafon hin orientiert, als zum Inntal, erst durch einen neuen Weg änderte sich dies. Für das Zeinisjoch kam aber dieser Weg, wie auch weitere, später erbaute Wege zu spät, der Arlberg überflügelte das Zeinisjoch. Ein 1792–95 gebauter erster Fahrweg durch das Paznaun wird heute als Talwanderweg genutzt. Die heutige Fahrstraße im Paznaun und Montafon wird großteils fast hundert Jahre später, in den Jahren 1885–87, erbaut. In der Folge wurde auch eine Straße über das Zeinisjoch angelegt, die so genannte „Alte Kopser Straße“. Als Werkstraße für den Kopser Stausee wurde später die „Neue Kopser Straße“ gebaut, die zwar über das Zeinisjoch führt, aber am dahinter liegenden Stausee endet. Auch die „Alte Straße“ endet dort, eine Fortsetzung ins Montafon kann aber von Wanderern und Bikern genutzt werden. Der höhere Weg über die Bielerhöhe, der das Zeinisjoch veröden ließ, ist eine neuere Schaffung der Wasserkraftwerkswirtschaft um die Silvretta und bildete in früheren Zeiten kaum eine Konkurrenz für das Zeinisjoch.

### Bahnprojekte
In der zweiten Hälfte des 19. Jahrhunderts wurde das Projekt einer Bahn über das Zeinisjoch aufgeworfen, es war die Zeit, als auch die Arlbergbahn geplant wurde. Aber eine Bahnstrecke über das Zeinisjoch versprach kaum Vorteile gegenüber der über den Arlberg. An den Rampen zum Zeinisjoch entstanden dennoch Bahnbaustellen. Das Montafon erhielt 1905 die erste elektrisch betriebene Normalspurbahn, als Stichbahn von der Arlbergbahn, diese hatte jedoch nicht den Pass zum Ziel. Als der Kraftwerksbau an der Silvretta begann, rückte die Eisenbahn dann dennoch überraschend schnell an das Zeinisjoch heran. Die Bauherren des Silvretta-Kraftwerkes ließen nämlich in den Jahren 1926–28 für den Kraftwerksbau die 18 km lange Schmalspurbahn Tschagguns–Partenen bauen. Sogar ein beschränkter öffentlicher Verkehr wurde eine Zeit lang zugelassen, aber 1953 wurde diese Bahnlinie wieder eingestellt und demontiert. Heute erinnern nur noch wenige Reste an diese Bahn.